# Listă de ziare din Regatul Unit
Aceasta este o listă cu ziare din Regatul Unit, cu tirajul din luna mai 2008.
Majoritatea ziarelor zilnice din Regatul Unit au un ziar soră ca ediție de duminică. Spre exemplu, ediția de duminică a ziarului Daily Mirror este Sunday Mirror.
| Nr. | Nume             | Tiraj     | Proprietar                         | Fondat în | Ediție de duminică        |
| --- | ---------------- | --------- | ---------------------------------- | --------- | ------------------------- |
| 1   | The Sun          | 3.149.267 | News Corporation                   | 1964      | News of the World         |
| 2   | Daily Mail       | 2.292.173 | Daily Mail and General Trust       | 1896      | The Mail on Sunday        |
| 3   | Daily Mirror     | 1.483.830 | Trinity Mirror                     | 1903      | Sunday Mirror             |
| 4   | Daily Telegraph  | 862.966   | Sir David și Sir Frederick Barclay | 1855      | Sunday Telegraph          |
| 5   | Daily Express    | 740.219   | Northern & Shell                   | 1900      | Sunday Express            |
| 6   | Daily Star       | 726.097   | Northern & Shell                   | 1978      | Daily Star Sunday         |
| 7   | The Times        | 626.401   | News Corporation                   | 1785      | The Sunday Times          |
| 8   | Financial Times  | 450.558   | Pearson                            | 1888      | -                         |
| 9   | Daily Record     | 400.133   | Trinity Mirror                     | 1895      | Sunday Mail               |
| 10  | The Guardian     | 353.822   | Guardian Media Group               | 1821      | The Observer              |
| 11  | Evening Standard | 300.330   | Daily Mail and General Trust       | 1827      | -                         |
| 12  | The Independent  | 240.503   | Independent News & Media           | 1986      | The Independent on Sunday |

Aceasta este o listă cu ziarele de duminică:
| Nr. | Nume                      | Tiraj     | Proprietar                         | Fondat în |
| 1   | News of the World         | 3.138.815 | News Corporation                   | 1843      |
| 2   | The Mail on Sunday        | 2.237.509 | Daily Mail and General Trust       | 1982      |
| 3   | Sunday Mirror             | 1.341.179 | Trinity Mirror                     | 1915      |
| 4   | The Sunday Times          | 1.186.821 | News Corporation                   | 1821      |
| 5   | Sunday Express            | 657.950   | Northern & Shell                   | 1918      |
| 6   | The People                | 646.577   | Trinity Mirror                     | 1881      |
| 7   | Sunday Telegraph          | 635.616   | Sir David și Sir Frederick Barclay | 1961      |
| 8   | Sunday Mail               | 487.579   | Trinity Mirror                     | -         |
| 9   | The Observer              | 453.757   | Guardian Media Group               | 1791      |
| 10  | Sunday Post               | 401,908   | D C Thomson                        | 1914      |
| 11  | Daily Star Sunday         | 366.503   | Northern & Shell                   | 2002      |
| 12  | The Independent on Sunday | 200.920   | Independent News & Media           | 1990      |